# Vivékánanda
Szvámi Vivékánanda (kiejtéseⓘ), eredeti nevén Naréndra Náth Datta (Swami Vivekananda's Ancestral House & Cultural Centre, 1863. január 12. – Belur, 1902. július 4.) hindu szerzetes és Srí Rámakrisna vezető tanítványa, a ma már világszerte több mint száz központtal rendelkező Rámakrisna Misszió  megalapítója. Kulcsszerepe volt a védánta és a jóga indiai filozófiáinak a nyugati világban történő terjesztésében.

## Élete
Kalkuttai bengáli arisztokrata családban született és már fiatal korától kezdve érdeklődött a spiritualitás iránt. Olyan istenségek képei előtt meditált, mint Siva, Ráma, Szita és Mahavir Hanumán. A hindu szentírások is érdekelték, beleértve a Védákat, az Upanisádokat, a Bhagavad Gitát, a Puránákat.
Miután találkozott Késab Csandra Szén-nel, belépett a Bráhmo Szamádzs rendbe. Egész életén át azt az elvet követte, hogy minden emberben megvan a képesség arra, hogy a kiteljesedést megvalósítsa. Miután Rámakrisna tanítványa lett, megkapta a Vivékánanda nevet és a szvámi címet. Rámakrisna nagy hatással volt rá, tőle tudta, hogy minden élőlény az isteni én megtestesítője, ezért Istennek az emberiség szolgálatán keresztül tehet szolgálatot.
Hat évet meditációval töltött a Himalájában, majd térítő buzgalommal utazásokat tett Dél- és Nyugat-Indiában, s a modern védánta egyik legjelentősebb tanítójává vált. 
Rámakrishna halála után széles körben bejárta az indiai szubkontinenst, majd később az Egyesült Államokba utazott, hogy a hinduizmust képviselje a világvallások 1893-as parlamentjén. Itt kirobbanó siker ért el és ékesszólása, valamint mély benyomást keltő fellépése nyomán világszerte ismertté vált. 1894-ben New Yorkban megalapította a Védánta Társaságot, amely mind a mai napig virágzik. Hangsúlyozta azt, hogy a jóga nem „indiai” és nem kizárólag hindu hagyomány. 1895-ben és 1896-ban az Egyesült Királyságba utazott, ahol nagy sikerű előadásokat tartott, majd más európai országokat is felkeresett.
A misztikus tanításait később mások is tovább vitték Nyugaton, például Paramahansza Jógánanda, akinek 1946-ban megjelent könyve, „Egy jógi önéletrajza” rendkívül népszerűvé vált az egész világon.
Mesterétől eltérően Vivékánanda sokat adott a külsőségekre, a róla készült képeken elegáns ruházatot, turbánt visel, és jellegzetesen pózol.
Amerikai és európai csodálói közé tartozott, akikre nagy hatással volt: Josephine MacLeod, William James, Josiah Royce, Robert G. Ingersoll, Nikola Tesla, Lord Kelvin, Harriet Monroe, Ella Wheeler Wilcox, Sarah Bernhardt, Emma Calvé, Hermann Ludwig Ferdinand von Helmholtz. 

### Halála
1902. július 4-én, halálának napján, korán felébredt és a Belur Math templomába ment, ahol három órán át meditált. Napközben a szanszkrit nyelvtant és a jóga filozófiáját tanította a tanulóknak. Este a szobájába ment, kérve, hogy ne zavarják, majd meditációja közben hunyt el. Tanítványai szerint elérte a mahá-szamádhit.
Vivekananda beteljesítette korábbi jóslatát, miszerint nem fog negyven évet élni.

## Tisztelete
1985 óta születésnapját nemzeti ifjúsági nap néven ünneplik Indiában.

## Művei

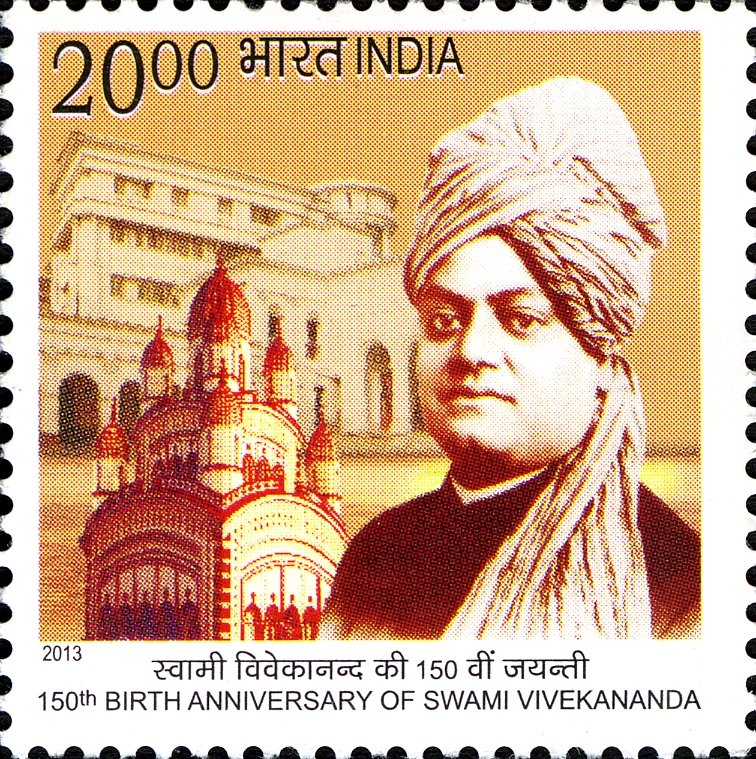
Vivékánanda egy 2013-as indiai bélyegen

### Magyarul
- A cselekvés és a szeretet jógája; ford. Malik Tóth István, szerk., életrajzi bev. Danka Miklós; Ursus, Bp., 2000 (A cselekvés útja mint spirituális ösvény)
- Rádzsa-jóga, avagy Belső természetünk meghódítása; ford. Malik Tóth István; Lazi, Szeged, 2006
- Karma-jóga; Hermit, Onga, 2015 ISBN 9786155342189
- Idézetek; ford. Milisits Tamás; Madal Bal, Bp., 2020